# Episodi di Naruto: Shippuden (quinta stagione)
La Saga dell'arrivo del Tricoda (三尾出現の章?, Sanbi shutsugen no shō) costituisce la quinta stagione della serie televisiva anime Naruto: Shippuden ed è composta dagli episodi che vanno dall'89 al 112. La regia è di Hayato Date ed è prodotta da TV Tokyo e Studio Pierrot. Gli episodi, anche se ispirati al manga di Masashi Kishimoto Naruto, non sono adattati direttamente da esso, ma costituiscono una saga originale, se non per l'episodio di apertura e quello di chiusura che riprendono parti del fumetto. La trama è incentrata sulla localizzazione e la cattura del Demone a tre code.
La quinta stagione è andata in onda in Giappone dal 18 dicembre 2008 al 4 giugno 2009 su TV Tokyo. In Italia è stata trasmessa in versione integrale su Hiro dal 6 giugno 2010 al 9 febbraio 2011 ed in chiaro in versione censurata su Italia 1 dal 17 febbraio al 22 marzo 2011. È stata ritrasmessa integralmente dal 30 gennaio al 10 febbraio 2015 su Italia 2.
La stagione adotta due sigle di apertura: Closer di Joe Inoue (episodi 89-102) e Hotaru no hikari (ホタルノヒカリ? "Le luci delle lucciole") di Ikimono Gakari (episodi 103-112), e tre sigle di chiusura: Long Kiss Good Bye delle Halcali (episodi 89-90), Bacchikoi!!! (バッチコイ!!!? lett. "Forza!!!") dei Dev Parade (episodi 91-102) e Shinkokyū (深呼吸? lett. "Respirazione profonda") dei Super Beaver (episodi 103-112).

## Lista episodi
| Nº  | Titolo italiano Giapponese 「Kanji」 - Rōmaji | In onda          | In onda         |
| Nº  | Titolo italiano Giapponese 「Kanji」 - Rōmaji | Giapponese       | Italiano        |
| 89  | Il prezzo del potere 「力の代償」 - Chikara no daishō | 18 dicembre 2008 | 6 giugno 2010   |
| 89  | Kakuzu è ancora vivo, ma incapace di muoversi, così, Kakashi ne approfitta e lo finisce con il Mille Falchi. Una volta tornati al villaggio, Naruto viene curato da Sakura (essendosi rotto il braccio nell'eseguire il Rasenshuriken) e Tsunade, dopo avere esaminato il cadavere di Kakuzu, ordina a Kakashi ed a Yamato di impedire a Naruto di eseguire nuovamente la sua nuova tecnica. Shikamaru trova Kurenai alla tomba di Asuma e le promette di prendersi cura del bambino che sta aspettando. Una volta a casa, Shikamaru dice a suo padre di avere finalmente capito chi è il Re: è la nuova generazione. Sasuke, nel frattempo, si sta allenando in uno dei rifugi di Orochimaru. Quest'ultimo ordina a Kabuto di portargli Guren, una kunoichi che utilizza l'Arte del Cristallo. |                  |                 |
| 90  | La determinazione del ninja 「忍びの決意」 - Shinobi no ketsui | 25 dicembre 2008 | 7 giugno 2010   |
| 90  | Kabuto porta Guren al rifugio e quest'ultima si diverte a far combattere le cavie umane di Orochimaru fra loro. Intanto, giunge, al Villaggio della Foglia, un messaggio di un ANBU che, poco prima di morire, ha scoperto la possibile posizione di un nascondiglio del Ninja Leggendario. Tsunade incarica il Team 8 (con Kakashi al comando) di investigare la zona. Nel frattempo, Naruto viene convinto da Jiraiya ad andare alle terme per rimettersi in sesto e ricominciare ad allenarsi mentre Sasuke conosce il piccolo Yuukimaru durante uno dei suoi allenamenti. |                  |                 |
| 91  | Il nascondiglio di Orochimaru 「発見 大蛇丸のアジト」 - Hakken - Orochimaru no ajito | 8 gennaio 2009   | 8 giugno 2010   |
| 91  | Kabuto parte con Yuukimaru, ragazzo su cui Orochimaru ha grandi progetti, con lo scopo di "tirare fuori" ciò che tiene dentro di sé. Il Team 8 raggiunge il nascondiglio, ma trova solo cavie sconfitte (i superstiti se ne sono andati precedentemente insieme a Guren) e la struttura crolla. Il gruppo si salva e Shino localizza i fuggitivi. Alcuni di essi, nel frattempo, tentano di ribellarsi, ma vengono uccisi tutti quanti da Guren. Coloro che non avevano combattuto giurano fedeltà alla donna. Naruto, nel frattempo, inizia uno speciale allenamento alle terme con Gamariki, un rospo evocato da Jiraiya, per imparare le tecniche combinate. Quella sera, Orochimaru dice a Sasuke che vuole testare i suoi miglioramenti. |                  |                 |
| 92  | Incontro 「遭遇」 - Deai | 15 gennaio 2009  | 9 giugno 2010   |
| 92  | Kabuto porta Yukimaru su una barca in mezzo ad un lago, gli fa indossare uno strano casco e gli chiede di ingerire una pillola. Questa provoca la fuoriuscita di un'enorme quantità di chakra dal ragazzo e, stimolata dall'evento, appare sul fondo del lago una gigantesca creatura. Nel frattempo, Kakashi invia al villaggio Pakkun con un frammento del cristallo utilizzato da Guren. Naruto continua l'allenamento con Gamariki per fondere vento ed acqua, ma i due non sembrano in sintonia ed il ragazzo decide di evocare Gamakichi e Gamatatsu. Guren si reca da Orochimaru, ma questi se ne va con Sasuke. La donna ricorda quando era considerata un potenziale contenitore del Ninja Leggendario. Sasuke supera tranquillamente la prova di Orochimaru, il quale informa Guren che, se compirà una missione, potrà cambiare idea sul suo prossimo corpo. Kabuto porta Yukimaru alle terme e quest'ultimo parla con Naruto. |                  |                 |
| 93  | Cuori comunicanti 「通い合う心」 - Kayoiau kokoro | 22 gennaio 2009  | 10 giugno 2010  |
| 93  | Naruto inizia un bizzarro allenamento con i due rospi e Jiraiya se ne va per raccogliere ulteriori informazioni su Alba e raccomanda a questi ultimi di prendersi cura del ragazzo. Intanto, Rinji, uno degli scagnozzi di Guren, scopre, grazie alle informazioni riportate da un pipistrello, che il Team 8 li sta pedinando. Naruto ritorna al villaggio per proseguire l'allenamento, ma sembra che né Gamakichi né Gamatatsu siano in grado di utilizzare tecniche d'acqua. |                  |                 |
| 94  | Notte di pioggia 「雨一夜」 - Ame hitoyo | 29 gennaio 2009  | 11 giugno 2010  |
| 94  | Kabuto affida Yukimaru a Guren. Naruto prova ad insegnare a Gamakichi e Gamatatsu le tecniche d'acqua mentre Kiba scopre che il nemico fa uso di pipistrelli e Shino trova un insetto sopravvissuto agli attacchi di Guren. Tsunade decide di mandare Yamato, Sai e Sakura come supporto a Kakashi senza dire niente a Naruto. Yukimaru si ammala e, così, lui e Guren sono costretti a passare la notte in un capanno. Al mattino, Guren trova Yukimaru che suona uno strumento che gli ha lasciato la madre. Dopo avergli donato una camelia cristallizzata che non appassirà mai, i due ripartono. |                  |                 |
| 95  | I due amuleti 「ふたつのお守り」 - Futatsu no omamori | 5 febbraio 2009  | 12 giugno 2010  |
| 95  | Naruto e Gamatatsu continuano il loro particolare addestramento mostrando qualche progresso. Intanto, Guren ed i suoi uomini localizzano il team di Kakashi (senza Shino che si sta prendendo cura degli insetti sopravvissuti) e si preparano ad affrontarlo. Naruto incontra Sai e quest'ultimo tenta inutilmente di nascondere la missione, ma Naruto scopre tutto e, così, Tsunade gli dà il permesso di partecipare a patto che non usi nuovamente il Fuuton Rasen shuriken. Naruto riprende subito gli allenamenti per imparare una tecnica in breve tempo. |                  |                 |
| 96  | Nemico invisibile 「見えざる敵」 - Miezaru teki | 12 febbraio 2009 | 13 giugno 2010  |
| 96  | Naruto viene costretto da Sakura a terminare l'allenamento per partire per la missione. Gli uomini di Guren localizzano ed attaccano il team di Kakashi. Grazie all'intervento di Shino, viene evitato il peggio. Guren riconosce Kakashi da lontano. Yukimaru, nel frattempo, pensa a sua madre. |                  |                 |
| 97  | Il Labirinto dei Riflessi Distorti 「乱反射の迷宮」 - Ranhansha no Meikyū | 19 febbraio 2009 | 14 giugno 2010  |
| 97  | Al Villaggio della Foglia viene analizzato l'insetto inviato da Kakashi e Tsunade vuole tenere d'occhio Guren per trovare Sasuke. Naruto incontra nuovamente Yukimaru. Successivamente, il Team 7 si appresta a raggiungere il Team 8 che viene, però, intrappolato da Guren in un'enorme gabbia di cristallo. Quest'ultima li affronta con diverse copie riuscendo ad intrappolare Hinata. Nel frattempo, Naruto riesce a sfondare la parete di cristallo tramite una tecnica combinata con Gamatatsu. |                  |                 |
| 98  | Obiettivo avvistato 「現れた標的」 - Arawareta hyōteki | 26 febbraio 2009 | 15 giugno 2010  |
| 98  | Il Team 7 penetra nella prigione e riesce a salvare Hinata da Guren. Quest'ultima fugge con i suoi compagni e torna da Yukimaru. Al nascondiglio arriva anche Kabuto per prelevare il ragazzino e tornare al lago dove erano andati in precedenza. Così, si recano nuovamente nel mezzo del lago e Kabuto fa prendere di nuovo una medicina al ragazzo e, al fuoriuscire del suo chakra, la creatura comincia a riemergere e Kabuto li informa che si tratta di un cercoterio, ovvero la Tartaruga a Tre Code. |                  |                 |
| 99  | La furia del Tricoda 「荒れ狂う尾獣」 - Arekurū bijū | 5 marzo 2009     | 16 giugno 2010  |
| 99  | Anche Tobi e Deidara stanno cercando la Bestia a Tre Code che, una volta emersa dal fondo del lago, si scatena e respinge le tecniche di cristallo di Guren senza difficoltà. Entrambi i team della Foglia giungono in prossimità del lago dove vengono trattenuti dai compagni di Guren e solo Naruto prosegue verso il centro del lago. Nel frattempo, il Trecode continua a scatenarsi. Yukimaru rischia di morire, ma viene salvato da Guren. |                  |                 |
| 100 | Nella nebbia 「霧の中で」 - Kiri no naka de | 12 marzo 2009    | 17 giugno 2010  |
| 100 | Il cercoterio crea una fitta nebbia in tutta l'area circostante che provoca un'illusione a Naruto (dove vede Sasuke ed Orochimaru) mentre viene soccorso dai compagni. Dopo avere perso i sensi nello scontro, Guren si risveglia e trova Yukimaru di nuovo ammalato. Intanto, Kakashi invia nuovamente Pakkun al villaggio per spiegare la situazione e Tsunade invia Shizune, Ino, Ten Ten e Rock Lee per sigillare la Tartaruga. |                  |                 |
| 101 | Sentimenti 「それぞれの思い」 - Sorezore no omoi | 26 marzo 2009    | 18 giugno 2010  |
| 101 | Invece di restare a guardia, Naruto si allontana dal gruppo per cercare Yukimaru ed offrirgli aiuto, ma incontra anche Guren ed inizia a combattere contro la donna cercando di convincere il ragazzo a venire con lui. Arrivano Kakashi e Yamato a fermare lo scontro e battono in ritirata. Anche Gozu porta Guren e Yukimaru al rifugio dove Kabuto lo cura. Mentre Naruto informa i due Jonin dell'abilità di Yukimaru di controllare la Tartaruga a Tre Code, arrivano i rinforzi da Konoha. |                  |                 |
| 102 | Riorganizzazione 「再編成!」 - Saihensei! | 26 marzo 2009    | 19 giugno 2010  |
| 102 | Kakashi e Yamato spiegano a Shizune la situazione. Kabuto, nel frattempo, forza Yukimaru a ritornare da Orochimaru, ma viene fermato da Guren. Successivamente, Rinji, sottolineando il servizio reso in qualità di spia, convince Kabuto a farlo incontrare con Orochimaru. Nel frattempo, i ninja della Foglia si organizzano in tre gruppi per la missione: Shizune, Sakura, Ino ed Hinata si occuperanno di sigillare la Tartaruga; Kakashi, Naruto, Sai e Shino cercheranno di ostacolare Guren e di proteggere Yukimaru; Yamato, Kiba, Rock Lee e Ten Ten dovranno proteggere il team di Shizune. |                  |                 |
| 103 | Barriera difensiva quadrangolare 「結界四方封陣」 - Kekkai shihō fūjin | 9 aprile 2009    | 20 giugno 2010  |
| 103 | Mentre il team di Shizune prepara la tecnica per sigillare il Trecode, la squadra di Yamato intercetta ed inizia a combattere contro Kigiri, Nurari e Kihou e la squadra di Kakashi ingaggia Gozu e Guren. I subordinati di Rinji vengono facilmente sconfitti da Rock Lee, Ten Ten e Kiba. Intanto, Naruto fa arrabbiare Guren assumendosi la responsabilità del passaggio di Yukimaru dalla parte del male ed afferma che non le lascerà usare il ragazzo come uno strumento. |                  |                 |
| 104 | Il Cristallo va in frantumi 「晶遁崩し」 - Shōton kuzushi | 9 aprile 2009    | 21 giugno 2010  |
| 104 | La squadra di Kakashi continua il combattimento. Tobi, separatosi da Deidara in seguito ad un litigio, giunge in prossimità del lago e spia la squadra di Shizune. Gli insetti che Shino aveva salvato in precedenza riescono a prevalere sull'Arte del Cristallo di Guren, ma Gozu si sacrifica ed impedisce a Kakashi di finirla. Rock Lee e Ten Ten riescono ad impedire a Rinji di interferire col lavoro delle kunoichi che nel frattempo tentano di sigillare il Tre Code, il tutto sotto gli occhi di Tobi che spia la situazione ben nascosto. Intanto, Guren ricorda di essere stata lei ad uccidere la madre di Yukimaru e Kabuto ammette che Orochimaru ha usato questo fatto per manipolare Guren. |                  |                 |
| 105 | Barriera sotto attacco 「結界攻防戦」 - Kekkai kōbōsen | 16 aprile 2009   | 2 febbraio 2011 |
| 105 | Guren fa ritorno al lago con Yukimaru e Kabuto e decide di fermare lei stessa il sigillo del Trecode per paura che Kabuto sfrutti nuovamente i poteri del ragazzo. Con l'aiuto di Rinji, riesce ad interrompere la tecnica del team di Shizune ed il cercoterio attacca. Prima che possa colpire Guren, Yukimaru lo ferma. Si rivela, dunque, il piano di Orochimaru: manipolare Yukimaru affinché, spinto dall'amore per Guren, utilizzi il suo potere spontaneamente. Tobi, avvistato il cercoterio, corre a chiamare Deidara. |                  |                 |
| 106 | Camelia rossa 「赤い椿」 - Akai tsubaki | 23 aprile 2009   | 3 febbraio 2011 |
| 106 | Rinji raggiunge Yukimaru che sta cercando di proteggere Guren. Il ragazzo utilizza tutta la sua energia, ma il Trecode riesce, comunque, ad attaccare. Yukimaru viene trovato svenuto in riva al lago da Kakashi, Sai e Shino che lo portano al sicuro mentre Kabuto li spia. Nel frattempo, Naruto incontra Guren che sta combattendo contro il Trecode ed aiuta la donna a sconfiggerlo. Purtroppo, il cercoterio li attacca nuovamente ed i due vengono divorati. |                  |                 |
| 107 | Acerrimi nemici 「呉越同舟」 - Goetsudōshū | 30 aprile 2009   | 4 febbraio 2011 |
| 107 | I ninja della Foglia portano Yukimaru al sicuro e si dividono nuovamente: Sakura, Ino, Ten Ten, Rock Lee e Shino restano a guardia del ragazzo mentre gli altri vanno a cercare Naruto. Quest'ultimo si sveglia nello stomaco del Trecode e, dopo aver incontrato Guren, subisce l'attacco da parte di piccole creature simili al cercoterio. I due sono costretti a scappare. Nel frattempo, Kihou, Kigiri e Nurari vengono raggiunti da Kabuto che risveglia nel loro corpo il Segno maledetto ed ordina loro di recuperare il ragazzo. Yukimaru individua Guren e Naruto che, nonostante siano ancora avversari, cercano di uscire insieme dal Trecode. Naruto crea un elevato numero di cloni per cercare un'uscita. |                  |                 |
| 108 | La guida della camelia 「椿の道標」 - Tsubaki no dōhyō | 7 maggio 2009    | 5 febbraio 2011 |
| 108 | I ninja della Foglia e Yukimaru localizzano la posizione del Trecode e si preparano a salvare Guren e Naruto. Questi cominciano a collaborare per cercare l'uscita e sfuggire all'attacco dei piccoli Trecode. Guren approfitta della situazione per raccontare a Naruto di quando lei uccise la madre di Yukimaru per volere di Orochimaru nonostante le avesse salvato la vita. Yukimaru riesce ad indicare ai due la via di uscita tramite delle camelie. |                  |                 |
| 109 | Il contrattacco del Segno maledetto 「呪印の逆襲」 - Juin no gyakushū | 14 maggio 2009   | 6 febbraio 2011 |
| 109 | Mentre i ninja della Foglia si preparano nuovamente a sigillare il cercoterio, Sai porta Yukimaru al sicuro, ma gli uomini di Rinji gli tendono un'imboscata e portano via il ragazzo. Kiba, Rock Lee e Ten Ten riprendono i sensi dopo essere stati battuti da Kigiri, Nurari e Kihou e trovano Sai. Intanto, gli altri vengono nuovamente attaccati dai tre che stavolta sono nettamente più forti e mettono in difficoltà Kakashi, Yamato e Shino. Anche Naruto e Guren si risvegliano altrove mentre Rinji costringe Yukimaru ad utilizzare nuovamente il suo potere. |                  |                 |
| 110 | Ricordi del peccato 「罪の記憶」 - Tsumi no kioku | 21 maggio 2009   | 7 febbraio 2011 |
| 110 | In aiuto del team di Shizune arrivano quattro piccole copie di Katsuyu (la lumaca di Tsunade) mentre Kakashi, Yamato e Shino riescono a sconfiggere i loro avversari e si ricongiungono con gli altri. Naruto e Guren riescono a fermare Rinji prima che inietti in Yukimaru una medicina mortale, ma il ninja ne approfitta e racconta al ragazzino che è stata Guren ad uccidere sua madre. Sorprendentemente, Yukimaru perdona Guren e si scopre che Rinji è, in realtà, Kabuto travestito ed è intenzionato a fermarli. |                  |                 |
| 111 | Promessa infranta 「砕かれた約束」 - Kudakareta yakusoku | 28 maggio 2009   | 8 febbraio 2011 |
| 111 | Kigiri, Nurari e Kihou tentano un ultimo attacco contro gli altri. Kabuto confessa di aver ucciso Rinji in precedenza ed evoca il suo cadavere per farlo combattere contro Guren mentre lui combatte contro Naruto. Guren riesce a bloccare l'avversario e si sacrifica per sconfiggerlo scatenando, così, Yukimaru ed il Trecode. Quest'ultimo si libera dalla barriera e travolge Kigiri, Nurari e Kihou. |                  |                 |
| 112 | Il posto in cui tornare 「帰るべき場所」 - Kaerubeki bashō | 4 giugno 2009    | 9 febbraio 2011 |
| 112 | I ninja della Foglia tornano al rifugio con Yukimaru. Tuttavia il ragazzo fugge nella notte seguente, perché ha capito che Guren, salvata da Gozu, è ancora viva e decide di raggiungerla. Naruto lo scopre, ma non lo ferma, dicendo agli altri che è meglio così. Intanto un gruppo di Anbu viene inviato sul posto da Tsunade per sostituire i tre team che dovranno rientrare al villaggio. Arrivano al lago anche Tobi e Deidara che si sbarazzano facilmente dei ninja e catturano il Trecode con altrettanta facilità. |                  |                 |

## DVD

### Giappone
Gli episodi della quinta stagione di Naruto: Shippuden sono stati distribuiti in Giappone anche tramite DVD, quattro per disco, dal 3 giugno al 4 novembre 2009. Per la quarta e la quinta stagione è stato anche distribuito un DVD riassuntivo delle stagioni nominato The Brave Stories III "Saraba Asuma" e pubblicato il 27 maggio 2015.
| N° | Data             | Dischi | Episodi | Extra |
| -- | ---------------- | ------ | ------- | ----- |
| 1  | 3 giugno 2009    | 1      | 89-92   | /     |
| 2  | 1º luglio 2009   | 1      | 93-96   | /     |
| 3  | 5 agosto 2009    | 1      | 97-100  | /     |
| 4  | 2 settembre 2009 | 1      | 101-104 | /     |
| 5  | 7 ottobre 2009   | 1      | 105-108 | /     |
| 6  | 4 novembre 2009  | 1      | 109-112 | /     |

| N° | Data           | Dischi | Episodi | Extra                |
| -- | -------------- | ------ | ------- | -------------------- |
| 1  | 27 maggio 2015 | 1      | 72-112  | Booklet di 16 pagine |